# Hugo Novoa
Hugo Novoa Ramos (Bertamiráns, 24 gennaio 2003) è un calciatore spagnolo, attaccante dell'Alavés e della nazionale Under-21 spagnola.

## Carriera

### Club

#### Gli inizi
Nato a Bertamiráns, nella comunità di Ames, in Galizia, Novoa si è formato nel settore giovanile del Bertamiráns e successivamente in quello del Deportivo La Coruña.

#### RB Lipsia
Dopo aver rifiutato l'interesse di Real Madrid, Barcellona e Valencia, nel 2019 viene acquistato dal RB Lipsia. Inizia il suo percorso nelle formazioni giovanili e, a partire dalla stagione 2020-2021, viene aggregato alla prima squadra sotto la guida di Julian Nagelsmann. Debutta il 23 ottobre 2021 in occasione dell'incontro di Bundesliga vinto 4-1 contro il Greuther Fürth, dove realizza anche la sua prima rete. Il 21 gennaio successivo, prolunga il suo contratto di due anni fino al 30 giugno 2024.

#### Prestiti a Basilea, Utrecht e Villarreal B
Il 4 gennaio 2023, dopo aver prolungato fino al 30 giugno 2025 il proprio accordo con la squadra tedesca, viene ceduto in prestito fino al 30 giugno 2024 al Basilea.
Tuttavia il 7 giugno 2023 il prestito viene rescisso e, il 1º settembre 2023, viene ceduto a titolo temporaneo all'Utrecht.
Il 30 gennaio 2024, dopo avere trovato poco spazio, il prestito viene rescisso e, contestualmente, Novoa viene ceduto (sempre in prestito) al Villarreal B.

#### Alavés
Il 22 luglio 2024 viene ceduto a titolo definitivo all'Alavés.

### Nazionale
Novoa è un nazionale spagnolo, con cui ha fatto tutta la trafila delle nazionali giovanili, con le formazioni Under-16, Under-17 e Under-19.
Nel maggio del 2022, Luis de la Fuente lo convoca per la prima volta con la nazionale Under-21, per le partite di qualificazioni ad Euro 2023 contro Irlanda del Nord e Malta. Fa il suo debutto nella vittoria per 7-1 contro i maltesi e, il 27 settembre successivo, in occasione dell'amichevole contro la Norvegia, mette a segno il suo primo goal al 93', dopo essere subentrato all'85 minuto al posto di José Gragera.

## Statistiche

### Presenze e reti nei club
Statistiche aggiornate al 4 marzo 2023.
| Stagione            | Squadra          | Campionato       | Campionato | Campionato | Coppe nazionali | Coppe nazionali | Coppe nazionali | Coppe continentali | Coppe continentali | Coppe continentali | Altre coppe | Altre coppe | Altre coppe | Totale | Totale |
| Stagione            | Squadra          | Comp             | Pres       | Reti       | Comp            | Pres            | Reti            | Comp               | Pres               | Reti               | Comp        | Pres        | Reti        | Pres   | Reti   |
| ------------------- | ---------------- | ---------------- | ---------- | ---------- | --------------- | --------------- | --------------- | ------------------ | ------------------ | ------------------ | ----------- | ----------- | ----------- | ------ | ------ |
| 2021-2022           | RB Lipsia        | BL               | 8          | 1          | CG              | 2               | 0               | UCL+UEL            | 1+1                | 0                  |             | -           | -           | 12     | 1      |
| 2022-gen. 2023      | RB Lipsia        | BL               | 7          | 1          | CG              | 2               | 0               | UCL                | 1                  | 0                  | SG          | 1           | 0           | 11     | 1      |
| gen.-giu. 2023      | Basilea          | SL               | 12         | 1          | CS              | 2               | 0               | UECL               | 3                  | 0                  |             | -           | -           | 17     | 1      |
| lug.-set. 2023      | RB Lipsia        | BL               | 0          | 0          | CG              | -               | -               | UCL                | -                  | -                  | SG          | 0           | 0           | 0      | 0      |
| Totale RB Lipsia    | Totale RB Lipsia | Totale RB Lipsia | 15         | 2          |                 | 4               | 0               |                    | 3                  | 0                  |             | 1           | 0           | 23     | 2      |
| set. 2023-gen. 2024 | Utrecht          | ED               | 5          | 0          | CO              | 1               | 0               |                    | -                  | -                  |             | -           | -           | 6      | 0      |
| dic. 2023-2024      | Villarreal       | PD               | -          | -          | CR              | -               | -               | UEL                | -                  | -                  | -           | -           | -           | -      | -      |
| Totale carriera     | Totale carriera  | Totale carriera  | 32         | 3          |                 | 7               | 0               |                    | 6                  | 0                  |             | 1           | 0           | 46     | 3      |

### Cronologia presenze e reti in nazionale
| Cronologia completa delle presenze e delle reti in nazionale ― Spagna under 21 | Cronologia completa delle presenze e delle reti in nazionale ― Spagna under 21 | Cronologia completa delle presenze e delle reti in nazionale ― Spagna under 21 | Cronologia completa delle presenze e delle reti in nazionale ― Spagna under 21 | Cronologia completa delle presenze e delle reti in nazionale ― Spagna under 21 | Cronologia completa delle presenze e delle reti in nazionale ― Spagna under 21 | Cronologia completa delle presenze e delle reti in nazionale ― Spagna under 21 | Cronologia completa delle presenze e delle reti in nazionale ― Spagna under 21 |
| Data                                                                           | Città                                                                          | In casa                                                                        | Risultato                                                                      | Ospiti                                                                         | Competizione                                                                   | Reti                                                                           | Note                                                                           |
| ------------------------------------------------------------------------------ | ------------------------------------------------------------------------------ | ------------------------------------------------------------------------------ | ------------------------------------------------------------------------------ | ------------------------------------------------------------------------------ | ------------------------------------------------------------------------------ | ------------------------------------------------------------------------------ | ------------------------------------------------------------------------------ |
| 7-6-2022                                                                       | Melilla                                                                        | Spagna under 21                                                                | 7 – 1                                                                          | Malta under 21                                                                 | Qual. Europeo Under-21 2023                                                    | -                                                                              | 67’                                                                            |
| 22-9-2022                                                                      | Cluj-Napoca                                                                    | Romania under 21                                                               | 1 – 4                                                                          | Spagna under 21                                                                | Amichevole                                                                     | -                                                                              | 71’                                                                            |
| 27-9-2022                                                                      | Huesca                                                                         | Spagna under 21                                                                | 3 – 0                                                                          | Norvegia under 21                                                              | Amichevole                                                                     | 1                                                                              | 86’                                                                            |
| 18-11-2022                                                                     | Siviglia                                                                       | Spagna under 21                                                                | 2 – 0                                                                          | Giappone under 21                                                              | Amichevole                                                                     | -                                                                              | 74’                                                                            |
| 8-9-2023                                                                       | Paola                                                                          | Malta under 21                                                                 | 0 – 6                                                                          | Spagna under 21                                                                | Qual. Europeo Under-21 2025                                                    | -                                                                              | 56’                                                                            |
| 11-9-2023                                                                      | Jaén                                                                           | Spagna under 21                                                                | 1 – 0                                                                          | Scozia under 21                                                                | Qual. Europeo Under-21 2025                                                    | -                                                                              | 46’                                                                            |
| 13-10-2023                                                                     | Tashkent                                                                       | Uzbekistan under 21                                                            | 0 – 0                                                                          | Spagna under 21                                                                | Amichevole                                                                     | -                                                                              | 46’                                                                            |
| 17-10-2023                                                                     | Astana                                                                         | Kazakistan under 21                                                            | 0 – 4                                                                          | Spagna under 21                                                                | Qual. Europeo Under-21 2025                                                    | -                                                                              |                                                                                |
| 17-11-2023                                                                     | Huelva                                                                         | Spagna under 21                                                                | 2 – 0                                                                          | Ungheria under 21                                                              | Qual. Europeo Under-21 2025                                                    | -                                                                              | 90+3’                                                                          |
| 21-11-2023                                                                     | Heverlee                                                                       | Belgio under 21                                                                | 1 – 1                                                                          | Spagna under 21                                                                | Qual. Europeo Under-21 2025                                                    | -                                                                              | 46’                                                                            |
| Totale                                                                         |                                                                                | Presenze                                                                       | 10                                                                             |                                                                                | Reti                                                                           | 1                                                                              |                                                                                |

## Palmarès

### Club

#### Competizioni nazionali
- Coppa di Germania: 1

RB Lipsia: 2021-2022
- Supercoppa di Germania: 1

RB Lipsia: 2023